# Antônio Houaiss
Antônio Houaiss   (* 15. Oktober 1915 in Rio de Janeiro; † 7. März 1999 ebenda) war ein brasilianischer Romanist, Lusitanist, Übersetzer, Kulturpolitiker und Lexikograf.

## Leben und Werk
Houaiss war das Kind libanesischer Einwanderer. Er studierte in Rio de Janeiro, unterrichtete Latein und Portugiesisch am Gymnasium und trat in den diplomatischen Dienst ein (u. a. bei den Vereinten Nationen). Als er 1964 aus politischen Gründen seinen Posten verlor, betätigte er sich als Journalist, Übersetzer und Lexikograf.
1971 wurde er in die Brasilianische Literaturakademie (Academia Brasileira de Letras, ABL) gewählt, deren Präsident er wurde (1995–1996). Von 1992 bis 1993 war er Kulturminister in der Regierung Itamar Franco. Er machte sich verdient um die Orthografie und die Lexikografie des Portugiesischen. Das Instituto Antônio Houaiss (IAH) wurde nach ihm benannt.

## Werke

### Wörterbücher
- (mit Catherine B. Avery) The new Appleton dictionary of the English and Portuguese Languages, 2 Bde., New York 1964
- (Chefredakteur) Enciclopédia Delta-Larousse, Rio de Janeiro 1966–1970
- (Chefredakteur) Enciclopédia Mirador Internacional, São Paulo 1979 (Tätigkeit 1971–1975)
- (Hrsg.) Pequeno dicionário enciclopédico Koogan Larousse, Rio de Janeiro 1979
- (mit Mauro de Salles Villar und Francisco Manoel de Mello Franco) Dicionário Houaiss da língua portuguesa, 6 Bde., Lissabon 2002–2003
- (mit Mauro de Salles Villar und Francisco Manoel de Mello Franco) Minidicionário Houaiss da língua portuguesa, Rio de Janeiro  2001, 2004, 2009, 2010
- (mit Mauro de Salles Villar, Francisco Manoel de Mello Franco) Dicionário Houaiss de sinônimos e antônimos, Rio de Janeiro 2003, Lissabon 2007

### Weitere Werke
- Tentativa de descriçâo do sistema vocalico do português culto na area dita carioca, Rio de Janeiro 1959
- Sugestões para uma política de língua, Rio de Janeiro 1960
- Crítica avulsa, Salvador, Bahia 1960
- Seis poetas e um problema, Rio de Janeiro 1960, 1967
- (Übersetzer) James Joyce, Ulisses, Rio de Janeiro 1966
- Elementos de bibliologia, Rio de Janeiro 1967
- Drummond mais seis poetas e um problema, Rio de Janeiro 1976
- A defesa, Rio de Janeiro 1979
- Estudos vários sobre palavras, livros, autores, Rio de Janeiro 1979
- (mit Alain Draeger) Magia da cozinha brasileira: para deuses e mortais, Rio de Janeiro 1979
- A crise de nossa língua de cultura, Rio de Janeiro 1983
- O português no Brasil. Pequena enciclopédia da cultura brasileira, Rio de Janeiro 1985, 1988, 1992
- A nova ortografia da língua portuguesa, Sâo Paulo 1991